# Alejandro Alvarado Quirós
Alejandro Alvarado Quirós (San José, 18 de agosto de 1876 - 20 de mayo de 1945), fue un político, abogado, educador y escritor costarricense, destacado tanto en el ámbito público, donde desempeñó cargos tanto políticos como administrativos de gran relevancia, como en el cultural y docente, con la publicación de distintas obras literarias y la rectoría de la Universidad de Costa Rica.

## Biografía
Hijo de Alejandro Alvarado García, Presidente de la Corte Suprema de Justicia de Costa Rica, y de Carolina Quirós Morales, casó en San José el 1° de mayo de 1909 con María Eugenia Piza Chamorro, y fue padre de varios hijos, entre ellos Alejandro Alvarado Piza, quien fue embajador de Costa Rica en México, El Salvador, Jamaica, Guatemala y Belice.
Cursó sus estudios primarios y secundarios en Costa Rica y los universitarios en París, donde se graduó como licenciado en Derecho en 1902.
Fue agregado civil de la Legación de Costa Rica en Francia (1897-1900); Subsecretario de Gobernación, Policía y Fomento (1905-1906), Vicepresidente de la Asamblea Constituyente de 1917 y Senador por San José (1917-1919).
En 1920 fue nombrado Secretario de Relaciones Exteriores y carteras anexas, cargo en cuyoe jercicio le correspondió enfrentar coyunturas muy difíciles, entre ellas el conflicto bélico con Panamá conocido como guerra de Coto (1921) y la negociación de los reclamos financieros de Gran Bretaña que concluyeron en 1923 con el Laudo Taft. También le correspondió participar en la negociación del Pacto de Unión Centroamericana de San José de 1921.
En 1922 renunció a la Cancillería, pero en 1923 representó a Costa Rica en la V Conferencia Internacional Americana, efectuada en Santiago de Chile, donde tuvo una destacada y a veces polémica actuación. Fue diputado propietario por San José de 1926 a 1930 y Presidente del Congreso de 1929 a 1930. En 1942 fue nuevamente a Chile como Ministro Plenipotenciario en misión especial.
Por muchos años impartió lecciones en al Escuela de Derecho y presidió el Colegio de Abogados de Costa Rica. En 1941, al inaugurarse la Universidad de Costa Rica, fue designado como su primer Rector. Sin embargo, debido a razones políticas y en particular a su cercanía con el partido de gobierno, no fue reelegido para ese cargo en 1944.
Presidió el Ateneo de Costa Rica y el Comité France Amérique de Costa Rica. En 1922 fue incorporado como correspondiente a la Real Academia Española y en 1923 fue uno de los fundadores de la Academia Costarricense de la Lengua (Silla B), de la que fue secretario. Publicó varias obras, entre ellas Bric a Brac, Bocetos, Nuestra tierra prometida,Prosa romántica y La Democracia.
Un aula del Instituto Diplomático de Costa Rica lleva su nombre.